# Johnny Grunge
Michael "Mike" Durham (Sulphur, 10 juli 1966 - Peachtree City, 16 februari 2006), beter bekend als Johnny Grunge, was een Amerikaans professioneel worstelaar.
Hij was vooral bekend van The Public Enemy, een tag team die gevormd werd door hemzelf en Rocco Rock. Grunge en Rock wonnen als The Public Enemy verscheidene titels in het tag team-afdeling zoals het ECW World Tag Team Championship en het WCW World Tag Team Championship.
Op 16 februari 2006 overleed Durham op 39-jarige leeftijd aan complicaties van slaapapneu en hij liet zijn vrouw, Penney, en twee kinderen achter.

## In het worstelen
- Finishers
  - Powerbomb, soms door een tafel heen

- Signature moves
  - Corner sitout powerbomb
  - Diving splash
  - Frog splash
  - Second rope diving elbow drop
  - Diving leg drop
  - Spinebuster
  - Super fisherman buster
  - Swinging neckbreaker

- Managers
  - Jimmy Hart
  - Jazzy/Jasmin St. Clair

## Prestaties
- Cauliflower Alley Club
  - Other honoree (1995)

- - Eastern Championship Wrestling / Extreme Championship Wrestling
  - ECW World Tag Team Championship (4 keer: met Rocco Rock)
  - Hardcore Hall of Fame (2007)

- i-Generation Superstars of Wrestling
  - i-Generation Tag Team Championship (2 keer: met Rocco Rock)

- International World Class Championship Wrestling
  - IWCCW Tag Team Championship (2 keer: met Equalizer Zip)

- Main Event Championship Wrestling
  - MECW Tag Team Championship (1 keer: met Rocco Rock)

- National Wrestling Alliance
  - Wereld
    - NWA World Tag Team Championship (1 keer: met Rocco Rock)

  - Regionaal
    - NWA United States Tag Team Championship (1 keer: met Rocco Rock)

- New England Pro Wrestling Hall of Fame
  - Class of 2010

- Superstars of Wrestling
  - SOW Tag Team Championship (2 keer: met Rocco Rock)

- Turnbuckle Championship Wrestling
  - TCW Tag Team Championship (1 keer: met Rocco Rock)

- Ultra Championship Wrestling
  - UCW Tag Team Championship (2 keer: met Jason Ray)

- Universal Wrestling Alliance
  - UWA Tag Team Championship (1 keer: met Rocco Rock)

- World Championship Wrestling
  - WCW World Tag Team Championship (1 keer: met Rocco Rock)

- Andere titels
  - IPW Tag Team Championship (1 keer: met Rocco Rock)
  - MCW Tag Team Championship (1 keer: met Rocco Rock)